# Anemia madagascariensis
Anemia madagascariensis là một loài dương xỉ trong họ Anemiaceae. Loài này được C. Chr. mô tả khoa học đầu tiên năm 1928.